# 波希米亞狂想曲 (電影)
《波希米亞狂想曲》（英語：Bohemian Rhapsody）是一部2018年英美合拍的音樂傳記劇情片，劇情主要描述英國搖滾樂團皇后樂團以及該團主唱佛萊迪·墨裘瑞於1970年加入樂團後的生活，到他們在1985年參與在溫布利球場（Wembley Stadium）舉行的《拯救生命》演唱會 (Live aid) 經典演出之間15年來的經歷。電影由英美合資拍攝，它由二十世紀福斯、新攝政影業、GK電影及皇后電影（Queen Films）製作，二十世紀福斯發行。電影由布萊恩·辛格執導，安東尼·麥卡騰編劇，葛拉罕·金及皇后樂團的經理人吉姆·畢奇擔任製片人。演員方面，由雷米·馬利克飾演佛萊迪·墨裘瑞，而露西·波頓、格威林·李、班·哈迪、約瑟夫·馬傑羅、艾丹·吉倫、湯姆·荷蘭德、艾倫·里奇及麥克·邁爾斯擔任配角。皇后樂團的成員布萊恩·梅及羅傑·泰勒擔任創意和音樂顧問。
《波希米亞狂想曲》的概念於2010年公布，原本由薩夏·拜倫·科恩預定飾演佛萊迪·墨裘瑞。後來由於跟製作人的創作理念有異，他於2013年退出該企劃。在擱置多年後，雷米·馬利克於2016年11月獲選飾演佛萊迪·墨裘瑞一角。
電影的主要拍攝在2017年9月於倫敦開拍，當時由布萊恩·辛格執導。2017年12月，在經過數月的拍攝，辛格由於多次缺席製作、跟演員及劇組發生衝突而被解雇，二十世紀福斯隨後便聘請德克斯特·弗萊徹來完成餘下的電影拍攝及後期製作。但根據美國導演協會指南，辛格得以保留唯一導演的列名，而弗萊徹則列名為執行製片。拍攝於2018年1月結束。
電影於2018年10月24日於英國上映，同年11月2日於美國上映。它獲得影評人褒貶不一的評價；它對墨裘瑞的生活及性生活，以至其他樂團成員的描寫受到批評，然而對雷米·馬利克的表現及片中的音樂運用則獲得好評。評論者大多認為這部電影在真實事件上有諸多不吻合之處。不過電影在全球獲得了空前的票房成功，成為史上最賣座的音樂傳記電影，全球收入達9.03億美元，對比其製作預算約5,000萬美元，它成為2018年全球最高票房的第七位，並創下傳記及戲劇類電影的歷史票房記錄。
電影已賺得全球票房9.03億美元，同時並使其1975年發行的單曲《波希米亞狂想曲》及MV串流播放次數高達逾16億次，成為20世紀全球串流播放次數最多的歌曲。
《波希米亞狂想曲》獲得多數讚譽，當中包括贏得第76屆金球獎上的最佳戲劇類影片及最佳男主角；提名方面，電影於第91屆奧斯卡金像獎獲得五項提名，包括最佳影片及最佳男主角（雷米·馬利克）的提名，還有美國製片人協會最佳戲劇電影獎及英國電影學院獎最佳英國電影的提名。馬利克更憑電影獲得奧斯卡金像獎、金球獎、美國演員工會獎及英國電影學院獎最佳男主角的獎項。

## 劇情
1970年，英籍帕西人青年法魯克·布勒薩拉正在倫敦的一所大學裡修讀藝術，同時他也在英國倫敦希斯路機場裡擔任行李服務員，他和朋友經常晚上出外聽音樂。一天晚上，法魯克在一家夜店表演後，他去找自己一直喜歡的Smile樂團，當晚法魯克在走廊上留意到一位年輕漂亮的女生瑪莉·奧斯汀（露西·波頓 飾），她告訴法魯克指如何才找到Smile樂團，法魯克得知她在倫敦的一家豪華精品店「Biba」裡工作。在夜店外，法魯克遇到了Smile樂團的吉他手布萊恩·梅及鼓手羅傑·泰勒，並讚揚他們的演出，然而他們的主唱提姆·史塔菲於當晚宣佈退出，法魯克於是自薦頂替，並即場展示其聲樂天賦。
一天，法魯克在服裝店「Biba」裡遇見瑪莉，她接近法魯克並替他選擇一些衣服，還讚賞他的風格。後來二人成為戀人，更共賦同居。
隨著法魯克成為了樂團主音，以及貝斯手约翰·迪肯的加入，搖滾樂團「皇后」正式成立，樂團在英國各地的大學校園及酒吧演出。法魯克敦促樂團眾人為樂團的前路想得更遠，並考慮錄製專輯。他們把自己的麵包車賣掉了以支付製作專輯的費用，並預訂了工作室深夜的時間來製作他們的首張專輯。在利用實驗聲音和技術錄音時，百代唱片的一名A&R部門代表看著他們，他要求羅伊·湯瑪斯·貝克擔任試音的音響工程師，百代唱片的A&R部門代表被樂團的音樂風格打動，於是跟他們簽約。
不久，法魯克把樂團的名稱改為皇后樂團，並設計他們的標誌，法魯克還把自己的姓名在法律上改為「佛萊迪·墨裘瑞（Freddie Mercury）」。皇后樂團跟艾爾頓·約翰的經理人約翰·里德簽約，並跟EMI唱片簽訂合同。約翰·里德的助手保羅·普蘭特以日復日的基礎管理皇后樂團。皇后樂團於《流行音樂之巔（Top of the Pops）》亮相，讓樂團的〈Killer Queen〉成為熱門歌曲。在專輯的巡迴宣傳後，佛萊迪跟瑪莉訂婚。
樂團的首作打進美國的流行榜，並成為大熱，專輯更在於美國巡迴演唱期間售罄。此時，佛萊迪開始懷疑自己的性取向......
1975年，皇后樂團錄製了他們的第四張專輯《歌劇之夜》，不過百代唱片的執行長雷·福斯特（Ray Foster）拒絕把長達六分鐘的〈波希米亞狂想曲〉作為專輯的主打單曲，樂團眾人離開了百代唱片。佛萊迪找來電台節目主持人肯尼·艾佛瑞特在廣播節目中首播這首歌。儘管歌曲獲得的評價褒貶不一，它成為紅極一時的金曲。隨後的世界巡迴演唱會，佛萊迪開始跟樂團的日常經理人保羅·普蘭特發生婚外情。縱然佛萊迪無法放下瑪莉，但當他向瑪莉坦白自己是雙性戀時，瑪莉卻認定他是同性戀，決定與佛萊迪分手。
皇后樂團的成功一直持續到1980年代初，然而他們在音樂創作方向上出現分歧，佛萊迪的態度也因他跟保羅的關係而產生變化，使團員之間的關係變得緊張......
1980年，佛萊迪於家中舉行了一個奢華的派對，他愛上了派對上的服務員吉姆·赫頓（Jim Hutton）。他們很快便分道揚鑣，吉姆告訴佛萊迪指待自己學會愛自己時，他便會去找佛萊迪。1982年，樂團在宣傳專輯《Hot Space》的記者會上，整個記者會都被傳媒劫持，他們對佛萊迪的私生活及性傾向提出質疑，惱怒的佛萊迪以公開羞辱及拒絕回應的方式來應付新聞界。隨著〈We Will Rock You〉的現場表演獲得成功後，保羅向約翰·里德提議讓佛萊迪追求個人的事業發展，並提出解散皇后樂團，促使佛萊迪將他解雇。
當佛萊迪宣布自己跟哥倫比亞唱片簽訂了一份價值400萬美元的個人合約時，佛萊迪跟皇后樂團中其他成員的關係變得很糟糕，陷入徹底對立的局面。1984年，佛萊迪搬往慕尼黑以製作他的首張個人專輯《Mr. Bad Guy》，並跟保羅一起參與同性戀狂歡時訂婚。有了新伴侶並懷有身孕的瑪莉探訪他，她敦促佛萊迪回歸樂團，因為他們在鮑勃·格爾多夫於溫布利球場舉辦的拯救生命慈善演唱會上獲得一席之地，但佛萊迪此時才發現保羅一直隱瞞這個消息，憤怒不已的佛萊迪跟他斷絕關係。保羅為了報復也不甘示弱，公開討論弗雷迪的性騷擾行為。
佛萊迪返回倫敦，懇求樂團成員及新任經紀人吉姆·畢奇的原諒，眾人冰釋前嫌，並讓他們參與《拯救生命慈善演唱會》的壓軸表演。隨著愛滋病在全球迅速蔓延，佛萊迪也發現自己受到感染。他在排練期間向他的隊友們透露了這消息，他們互相擁抱打氣。
在《拯救生命演唱會》當天，佛萊迪跟赫頓與瑪莉重逢，並且與家人重新聯繫上，臨別前，他向父親表示謹記拜火教的格言：「善意，善言，善行（Good thoughts, good words, good deeds）」。在拯救生命演唱會上，樂團表演了多首金曲，如〈波希米亞狂想曲〉、〈收音機呱呱〉、〈錘擊墮落〉及〈我們是冠軍〉。拯救生命慈善演唱會獲得空前成功，活動有助提高捐款率，人們紛紛踴躍捐款。
電影的結尾有一段文字寫道：「佛萊迪·墨裘瑞於1991年11月24日與世長辭，享年45歲」，此後皇后樂團以佛萊迪的名義舉辦了一場名為《佛萊迪·墨裘瑞致敬演唱會》。

## 演員
- 雷米·馬利克 飾 法魯克·布勒薩拉／佛萊迪·墨裘瑞，皇后樂團的主唱。
- 露西·波頓 飾 瑪莉·奧斯汀（Mary Austin），佛萊迪·墨裘瑞的女友。
- 格威林·李 飾 布萊恩·梅，皇后樂團的主要結他手。
- 班·哈迪 飾 羅傑·泰勒，皇后樂團的鼓手。
- 約瑟夫·馬傑羅 飾 約翰·迪肯，皇后樂團的低音吉他手。
- 艾丹·吉倫 飾 約翰·李德（英语：John Reid (music manager)），皇后樂團的第二任經紀人。
- 艾倫·里奇 飾 保羅·普蘭特，佛萊迪·墨裘瑞的個人經紀人。
- 湯姆·荷蘭德 飾 吉姆·畢奇（英语：Jim Beach），皇后樂團的律師，後轉為第三任經紀人。
- 麥克·邁爾斯 飾 雷·福斯特，百代唱片的高層人員。
- 艾倫·麥卡斯克（英语：Aaron McCusker） 飾 吉姆·赫頓（Jim Hutton），佛萊迪·墨裘瑞的同性伴侶。

## 製作

### 發展
皇后樂團的結他手布萊恩·梅於2010年9月透露製作一齣關於皇后樂團電影的計劃，電影涵蓋至1985年的《拯救生命演唱會》，電影的特色是薩夏·拜倫·柯恩飾演佛萊迪·墨裘瑞，而葛拉漢·金擔任監製，彼得·摩根編寫劇本。布萊恩·梅確認電影於2011年4月繼續投入製作，他同意薩夏·拜倫·柯恩飾演佛萊迪·墨裘瑞，但對該項目發展方向的可能性有所保留，樂團擔憂電影對墨裘瑞的描述將對他的遺風造成傷害。
2013年7月，薩夏·拜倫·柯恩由於創意上的差異而退出。據稱，他曾經想要一個專注於墨裘瑞的「告訴所有人堅韌不拔的限制級」電影，然而樂團希望電影是講述關於樂團的PG級電影。布萊恩·梅於2013年下半年表示薩夏·拜倫·柯恩已經退出該企劃，他跟羅傑·泰勒提到柯恩是眾所周知的喜劇演員和惡作劇者（主要是由於他飾演的Ali G及波叔），因此他在電影中的表演可能會讓人分神。2016年3月，高漢談到有關皇后樂團的電影主題及電影中事件的誤解，特別是這個故事是否應該在墨裘瑞於1991年去世後繼續下去。他還提到樂團跟製作團隊於作品上的藝術分歧，具體涉及到彼得·摩根、大衛·芬奇及湯·賀柏的參與部分。
隨著薩夏·拜倫·柯恩退出後，在2013年12月，賓·韋沙被認為有機會替代飾演墨裘瑞。同時也在這個時候，戴斯特·費查獲選為電影導演。有報導指他跟葛拉漢·金存在創意上的分歧，故大衛·芬奇在翌年年初把自己從項目中移除。2014年8月，韋沙表示這部電影進展得不順利，並且存在著劇本的問題。韋沙於7個月後退出項目。隨後在2015年，傳聞高漢將會重新加入了該項目，或是韋沙可能會回歸崗位。
2015年11月，編劇安東尼·麥卡頓加入了此項目，以皇后樂團的歌曲〈波希米亞狂想曲〉作為電影名稱。為開發一個故事的新開始，麥卡頓對布萊恩·梅及羅傑·泰勒進行訪問，重新講述故事，他於2016年2月發表初稿。一年後，布萊恩·辛格考慮接任導演，雷米·馬利克將飾演墨裘瑞，加入計畫的還有20世紀福克斯及新攝政。據2015年的報導，有指強尼·弗林將飾演羅傑·泰勒，而珍瑪·雅德頓將飾演墨裘瑞的女友瑪莉·奧斯汀。
2017年5月，雷米·馬利克確認他曾在艾比路錄音室進行錄音，並諮詢了羅傑·泰勒及布萊恩·梅。同月，《娛樂週刊》報導泰勒和梅擔任音樂製作人。2017年8月，賈斯汀·夏斐透露已寫了劇本的另一個草案。
2017年12月1日，《荷里活報道》指20世紀福克斯由於導演布萊恩·辛格「疏忽職務」而終止了他的工作，消息人士稱辛格在感恩節後就沒有回到拍攝場地。自辛格不再到片場後，電影的攝影師紐頓·湯瑪士·席格便在辛格不在時介入執導。有報導指，辛格的缺席是由於「涉及拜仁及其家人的健康問題」。然而，其他消息來源聲稱，雷米·馬利克及劇組人員經已厭倦了辛格的行為，有報導指他經常遲到並與馬利克發生衝突。2017年12月4日，在餘下大約兩星期的拍攝時間，辛格被解僱導演之職。
2017年12月6日，德克斯特·弗萊徹獲宣佈取代辛格的導演職，弗萊徹並於12月15日繼續電影的拍攝。弗萊徹後來估計，當他參與製作時，主要拍攝的三分之二經已完成，他說：「我在主要拍攝的最後幾周進入劇組和編輯工作，以及那些點點滴滴......我在一部好電影中看到兩個完整的（行為），我不能讓它失望。」

### 選角

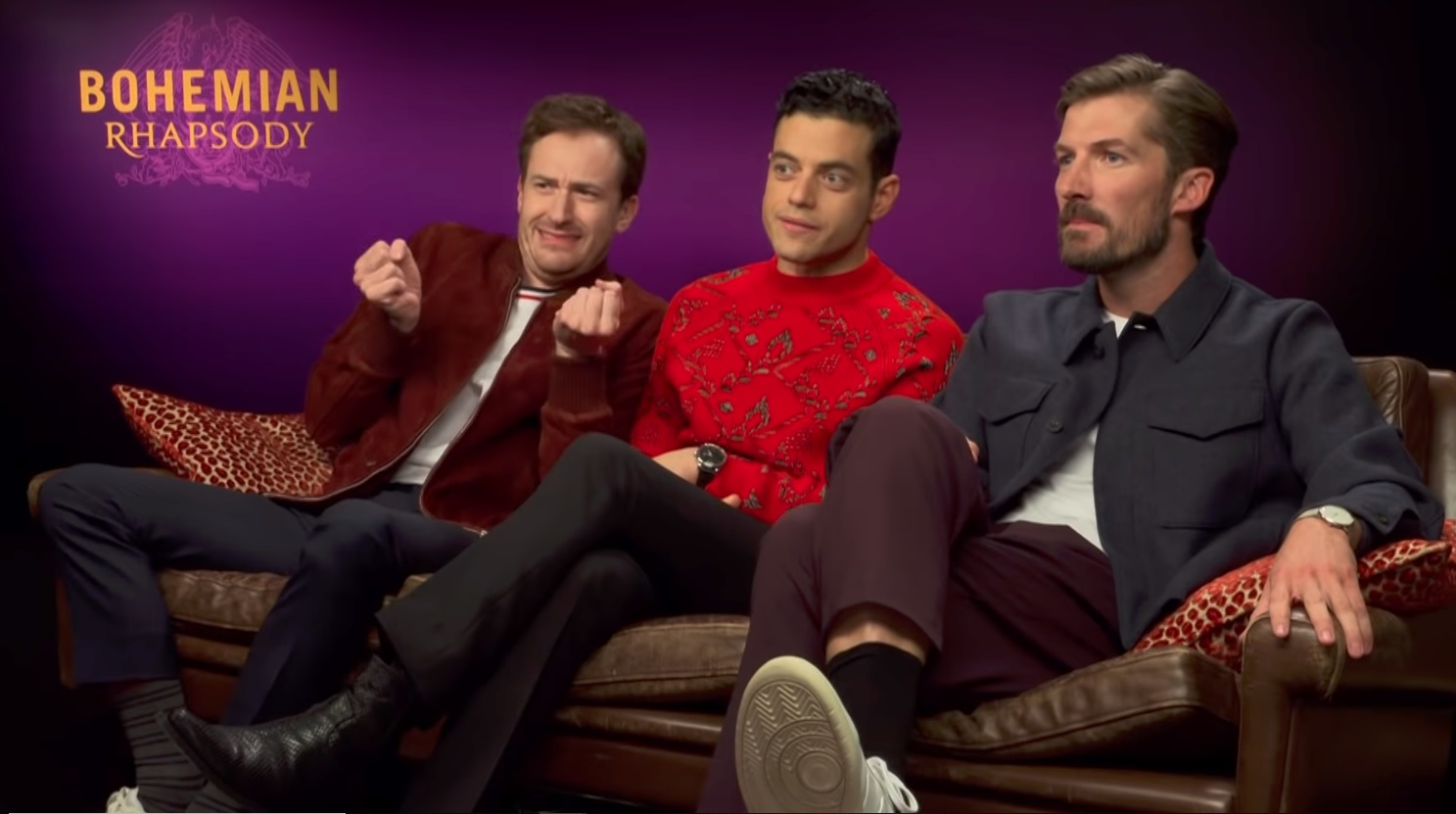
(從左至右) 電影演員約瑟夫·馬傑羅、雷米·馬利克及格威林·李於2018年為電影宣傳。

2016年11月4日，雷米·馬利克獲宣布將會飾演佛萊迪·墨裘瑞，因製片人葛拉漢·金看到他於《黑客軍團》的演出。雷米需要在艾比路錄音室預先進行錄音，然後寄給皇后樂團的成員進行審核。2017年8月21日，電影的其他演員獲宣布：班·哈迪飾演樂團鼓手羅傑·泰勒，格威林·李飾演樂團的首席結他手布萊恩·梅，而約瑟夫·馬傑羅則飾演樂團的低音結他手約翰·迪肯。2017年8月30日，有報導指艾倫·里奇為電影試鏡，飾演佛萊迪·墨裘瑞的經理人保羅·普雷特（Paul Prenter），普雷特曾於1977年至1987年為墨裘瑞工作，後來因背叛墨裘瑞向英國報章販賣墨裘瑞的個人私隱而遭解僱。
2017年9月6日，露西·波頓為飾演墨裘瑞的長期女友瑪莉·奧斯汀而進行試鏡，而琳西·特莉、拜絲·黛麗·侯活、瑪麗亞·貝羅及阿什利·約翰遜也在考慮之列。2017年9月11日，米高·邁爾斯加入劇組，飾演EMI的高層雷·福斯特，並在2017年9月22日，艾倫·麥卡斯克加入飾演墨裘瑞的同性伴侶吉姆·赫頓（Jim Hutton）。2017年9月26日，埃丹·吉倫獲宣布將飾演皇后樂團從1975年到1978年的第二任經理人約翰·里德，里德從三叉戟工作室的朗文·謝菲爾德的手上接管了皇后樂團；而湯姆·荷蘭德則飾演皇后樂團的第三任經理人吉姆·畢奇，他於1978年從約翰·里德手中接管皇后樂團。電影包括了皇后樂團的現任主唱亞當·蘭伯特，他飾演貨車司機，而電影的剪輯師約翰·奧特曼則飾演直播電視節目導演。

### 拍攝
拍攝前期製作於2017年7月在英國開始，而同年9月於倫敦開始主要拍攝。皇后樂團的檔案保管員格雷格·布魯克斯（Greg Brooks）有助於重建每個場景使其盡可能忠於真實的環境。他從計劃最開始的階段便每天跟二十世紀福克斯的團隊工作，緊密地與劇組合作並在拍攝時提供過去團員們真實相處的建議，他們一起工作了幾個月，為每個疑問提供解答。為了精確的複製1985年於溫布利球場舉行的《拯救生命演唱會》，創作團隊把整個舞台創建出來並帶到鄰近赫默爾亨普斯特德的鮑文頓飛機場，這同時也是為了2017年9月7日所要進行的彩排而設置的。大約有100個人，他們都被360°單獨掃描並進行數位複製以創造更廣大的觀眾人群。整段《Live Aid 拯救生命演唱會》的表演全都如數拍攝，但〈We Will Rock You〉及〈Crazy Little Thing Called Love〉為了電影流暢性在最終剪輯時被剪掉。
當馬利克被接觸將飾演佛萊迪·墨裘瑞時，他對皇后樂團的了解很有限。隨後他為了能扮演好墨裘瑞，馬利克必須與運動教練一起進行許多激烈的訓練（以及學習戴著假牙交談）。除了研究墨裘瑞的動作之外，他們還觀看了麗莎·明尼利的演出，那是墨裘瑞於舞台動作的靈感來源。馬利克也有參加唱歌和鋼琴課程，還有一個口音教練。他說：「我必須在舞台上重新創造他所做的事情。」在完成這部電影後，馬利克說自己成為了「皇后樂團的超級粉絲」，並指出：「我認為佛萊迪是有史以來最好的表演者...我從未停止過對這個男人的驚訝。」在電影中，馬利克演唱了一部分的歌曲，製片人更加入了皇后樂團歌曲的聲帶，還有加拿大歌手馬克·馬特爾(Marc Martel) 歌唱的部分，他是皇后樂團《鋪張華麗巡迴演唱會》的翻唱勝出者。
2017年12月，在拍攝還剩下不足三星期的時候，導演布萊恩·辛格由於他的母親病得非常嚴重，要求中斷拍攝。福克斯最後終止辛格的職務並聘得德克斯特·弗萊徹在電影的最後兩周擔任導演。2018年1月30日，格威利姆·李於社交媒體上發布指拍攝結束了。電影的視覺效果由DNEG提供，並由保羅·諾里斯監督。

### 導演
根據美國導演協會的說法，每部電影只能有一位導演，而美國導演協會對該位置擁有唯一的控制權。雖然弗萊徹在電影完成拍攝之前取代了辛格，但電影製片人葛拉漢·金於2018年6月宣布，辛格將會記名為電影導演，而弗萊徹則是執行製片人。

## 音樂
跟導演辛格頻繁合作的約翰·奧特曼，為這部電影創作了配樂。荷里活唱片及維珍EMI唱片於2018年10月19日發行了電影原聲帶專輯，專輯包括CD、卡式錄音帶及數位發行。這張專輯收錄了好幾首皇后樂團的熱門歌曲，以及11首以前從未發布過的歌曲，當中包括了1985年7月舉行《拯救生命演唱會》的21分鐘演出，該五首歌曲過去從未曾以音頻形式發布過。黑膠唱片版本也隨後於2019年2月或3月發布。

## 歷史準確性
電影中的一些歷史事件的順序並無按真實事件發生順序演出；編劇麥卡騰說這是為戲劇性的效果，他說：「我們拍的是電影，不是紀錄片。」

### 關於皇后樂團
- 皇后樂團的組成並非如電影描繪般簡單[7]。墨裘瑞從藝術學院認識斯塔費爾（Staffell），並且在斯塔費爾離開之前表示有興趣加入樂團[58]。他們也不需要變賣廂型車，以換取錄音室使用時間和製作首張專輯。反而，第一任經紀人和錄音室老闆Norman Sheffield和他的弟弟讓他們免費在非繁忙時間善用錄音室，以換取成為他們經紀人。
- 約翰·迪肯（John Deacon）並非樂團原來的貝斯手，而是第四任[7]。
- 雷·福斯特（Ray Foster）的人物角色是根據百代唱片首席執行官羅伊·費瑟斯通（Roy Featherstone）而設的虛構人物，雖然費瑟斯通及其他人也認為〈波希米亞狂想曲〉一曲太長而不能作為單曲發行，不過費瑟斯通是皇后樂團的粉絲[7]。另一講法，可從 Death On Two Legs （页面存档备份，存于）查出。該曲以第一任經紀人和錄音室老闆Norman Sheffield在1972年決裂時，在1975年錄製的歌為重心。可是樂團沒有跟EMI違約。雷·福斯特（麥克·邁爾斯飾演），更批評該曲「不會有青年人開著收音機搖頭合唱」。不過，邁爾斯早於他在1992年主演的《韋恩的世界（英语：Wayne's World (film)）》裡，正是聽著〈波希米亞狂想曲〉而在車上大唱且搖頭晃腦。
- 布萊恩·梅（Brian May）不是在1980年創作 We Will Rock You。該曲早於1977年夏季錄音。
- 墨裘瑞並非皇后樂團首位發行個人專輯的人；泰勒於1981年4月發行《太空中的樂趣（英语：Fun in Space）》及在1984年6月發行《奇異邊界（英语：Strange Frontier）》；梅於1983年10月發布《星際艦隊計劃（英语：Star Fleet Project）》；而墨裘瑞的《壞人先生》則於1985年4月發布[59]。《壞人先生》所用的太陽眼鏡也在電影中出現。
- 皇后樂團從來未曾分開，所以《拯救生命演唱會》並非重聚。他們於1984年上半年發行《The Works》然後在全球巡迴演出。該巡演的最後一場演出是在《拯救生命演唱會》的8個星期前[7]。他們也因此，對在兩星期就得在全球直播的慈善演唱會演出充滿信心。
- 在電影初段，皇后樂團在《拯救生命演唱會》的表演，上台前緊隨著走下台的是愛爾蘭的U2樂團，但事實上，皇后樂團前一個表演嘉賓是險峻海峽（Dire Straits）。[60]
- 皇后樂團確實有解散傳聞。在電影裡的虛構情節裡，墨裘瑞求其他團員讓他歸隊時說：「我們這幾個老皇后，其實還是很不賴的」（We're not bad for four aging Queens）。這句話墨裘瑞真的在1986年，溫布利球場的《The Magic Tour（英语：Magic_Tour_(Queen)）》演唱會說過。在電影裡，他在派對裡穿的皇冠，權杖和長袍，是在《The Magic Tour》每個演唱會表演時穿過。[61]
- 戲中的皇后樂團在約翰·李德的管理下才有機會在《Top Of The Pops》打歌，和在日本開演唱會。事實上：在1975年前，他們已做過那些事。當他們在李德管理下到日本開演唱會，那是他們第二次到日本。[62]

### 關於墨裘瑞的私生活
- 據《名利場》雜誌報導，這部電影遺漏了許多墨裘瑞與瑪莉·奧斯汀及吉姆·赫頓關係的細節，指那是「忸怩及使珍貴的事實黯然失色」[63]。其實，有很多關於他們的故事，包括墨裘瑞以10分鐘內改編〈Crazy Little Thing Called Love〉（戲中的皇后樂團在《拯救生命演唱會》的表演歌單裡，也因此沒有演出〈Crazy Little Thing Called Love〉，但演員們其實有表演包含〈We Will Rock You〉的演唱。），而皇后樂團徽章的設計由來也剪掉了。[62]
- 墨裘瑞確實因為後顎多出四顆臼齒（完好智齒），令門牙比常人突出，甚至幾乎蓋過整個下顎，所以自己覺得他特有音色、臉部特色和寬廣音域因它所賜，更因此不敢動牙齒和口顎矯形手術。[64]事實上：他的低音區不會受影響，因為那是胸腔和個人聲帶長度和厚度所致。除非他接受鼻竇矯型／鼻翼整型手術，頭聲部、中高音域的影響也不大。
- 為了讓雷米·馬利克 看起來更像墨裘瑞，化妝組讓他戴假牙、假鼻子和鬍鬚，但沒有戴美瞳隱形眼鏡。因為馬利克的眼睛是淺灰色，墨裘瑞則是深褐色。
- 墨裘瑞並非於加入樂團當晚遇到瑪莉·奧斯汀；吉姆·赫頓並非墨裘瑞其中一個派對上的服務生，他是薩沃伊酒店（Savoy Hotel）的美髮師，是在夜總會裡認識墨裘瑞[7]。
- 電影對處理墨裘瑞的愛滋病治療方法尤其受到批評[65][66]，《旁觀者》的賈斯珀·里斯（Jasper Rees）描述它為「最冷酷無情的事實重組[67]」。
- 墨裘瑞在了解自己感染愛滋病的時間上存在爭議，但通常是假定於1986年至1987年之間，並不是在電影中所描述的1985年《拯救生命演唱會》之前[7]。而其他團員直到1989年才知道[68]。
- 墨裘瑞在慈善演唱會，鋼琴上的舊款百事可樂膠杯，並非觸犯現時的宣傳規例，因為在當時的演唱會，百事是演唱會贊助商之一，電影的確保留當年的原有擺設。鋼琴上的啤酒杯，則是因為他一直以來有小酌潤喉，放鬆怡情的習慣，加上鋼琴是與多位音樂人共用，在後台喝完直接放上去，但沒有拿回後台。[69]
- 墨裘瑞確實深受歌劇影響，在片中有很多以賈科莫·普契尼 (Giacomo Puccini) 作曲的歌劇－《蝴蝶夫人》和《杜蘭朵》為背景音樂。前者也預知墨裘瑞和瑪莉·奧斯汀後來不美滿的婚姻。《杜蘭朵》的版本也由西班牙女高音蒙特賽拉特·卡芭葉（Montserrat Caballé）演出。墨裘瑞和卡芭葉後來錄製1988年歌劇唱片《巴塞隆納（英语：Barcelona (album)）》。

## 發行
《波希米亞狂想曲》首映儀式於2018年10月23日在倫敦的溫布利球場舉行。電影於2018年10月24日在英國的IMAX上映，在美國由二十世紀福斯於2018年11月2日發布。電影原先的上映日期為2018年12月25日。2018年11月，約翰·奧特曼在接受訪問時宣布，電影的實體發行版本將可能包括被剪掉的場景，仍未知道播放格式。
2019年1月1日，電影公司宣布將會在英國各地影院的首次放映跟2019年1月11日於李斯特廣場的查李斯王子電影院同步進行特別的「歡唱版」放映，在韓國和日本也有許多「歡唱版」放映。

### 家用媒體
電影的官方網站宣布於2019年2月12日在美國發行DVD、藍光影碟及超高清藍光影碟；1月22日發行數位版本。在英國，數位版本定於2019年2月16日推出，而DVD、藍光影碟及4K超高清藍光影碟於2019年3月4日推出。家庭影院的發行包括了《拯救生命演唱會》的完整版本、16分鐘的特寫鏡頭，及22分鐘的紀錄片及預告。

### 市場
電影的首支預告片於2018年5月15日發布，在最初的24小時內觀看次數超過500萬次，成為YouTube的熱門影片之首。電視編劇兼製片人布萊恩·富勒爭辯說該預告片支持墨裘瑞跟女性的關係而非男性，並對其愛滋病罹病情節的敘述質疑。相反，它只是簡單地指出那是「危及生命的疾病」。高管們指這部電影承認了墨裘瑞的同性戀關係。隨著預告片的發布，皇后樂團在公告牌冠軍搖滾歌曲榜高踞三個前20名的位置，分別是〈波希米亞狂想曲〉、〈又一個家夥完蛋了〉及〈我們是冠軍〉。
2018年6月11日，於國際電影博覽會上映了媒體試映場，演員雷米·馬利克及製片人葛拉漢·金出席，同時在巴塞隆納演出《皇后樂團與亞當·蘭伯特音樂會》的布萊恩·梅及羅傑·泰勒也於博覽會中特別亮相。
2018年9月6日，美國電影協會把電影評為「PG-13：家長需特別注意」級別。電影在馬來西亞和中國上映時都被删除了約3分鐘有關於同性戀及毒品的内容。

## 票房
截至2019年5月9日，《波希米亞狂想曲》在美國和加拿大的票房收入合共2.16億美元，其他地區為6.86億美元，全球總票房為9.03億美元，對比其製作預算約5,200萬美元，可謂空前大賣。
2018年11月11日僅上映一周，《波希米亞狂想曲》便超越了2015年《衝出康普頓》的2.016億美元，成為全球史上最賣座的音樂傳記電影。電影最終創造了有史以來收入最高的傳記片，及劇情電影的歷史最高票房記錄（無任何動作或幻想類別）。這也是福克斯電影有史以來票房收入最高的第八部電影，也是北美以外地區最高收入的第六位。

### 英國
在英國，電影於2018年10月24日的開幕夜進行了試映，從575個場地中獲得£162萬英鎊（$208萬美元），平均每個放映廳收入達£2,817英鎊（$3,612美元）。在上映首個周末的1,250個大銀幕中，電影賺得1,250萬美元，位居當周票房冠軍。在第二個周末，電影獲得$740萬美元的收入，在12天內保持排名第一位，總收入為£2,040萬英鎊（$2,615萬美元）。

### 美國及加拿大
在美國和加拿大，《波希米亞狂想曲》與《胡桃夾子》及《大智若愚》同期發行，最初預計在上映首周周末的收益達到2,600萬至3,000萬美元。在電影發行的那一星期，周末票房估計達到3,500萬至4,000萬美元。電影於上映首天的收益已達1,840萬美元，當中包括了周四晚上試映的$390萬美元，若它在首次亮相的收益高達$5,110萬美元，成為繼《衝出康普頓》於2015年8月的$6,020萬美元後，有史以來第二部首周成績最佳的音樂傳記電影。
《波希米亞狂想曲》在第二個周末收益賺得$3,120萬美元，位列第二，落後於新上映的《怪獸與葛林戴華德之罪》及《聖誕怪怪傑》。
電影在第四個周末的收益有$1,380萬美元，並於為期5天的感恩節期間獲得$1,930萬美元的收入，排名第五位。
2018年12月1日，電影於美國國內票房超過$1.62億美元，越過《衝出康普頓》，成為了美國票房最高的音樂傳記電影。在發行電影的第10個周末，電影增加了199個影院上映，計算過去幾周總計達1,080個影院，並賺了240萬美元。在發行電影的第12個周末，電影從1,117家影院賺得$230萬美元，衝破了$2億美元的大關。在電影發行第13周後，隨著電影獲得五項《奧斯卡金像獎》的提名後，影院增加了246個（總計1,423個），並賺得$260萬美元。

### 其他地區
在國際市場發行的第二個週末，電影高踞全球票房的榜首，票房賺得7,250萬美元，其中包括來自英國的740萬美元，而首度上映的新市場包括法國（770萬美元）、墨西哥（580萬美元）、德國（570萬美元）和澳大利亞（570萬美元）。在電影上映的第四個周末仍保持強勢，它在78個市場裡獲得$4,550萬美元，總計2.564億美元。透過全球發行的四個週末，電影的最大市場分別是英國（4,530萬美元），超越了《星聲夢裡人》；隨後的是南韓（2,450萬美元）、法國（1,838萬美元）、澳洲（1,680萬美元）及墨西哥 ($1,550萬美元)。12月12日，電影在國際票房上的收益超過$4.33億美元，成為有史以來票房收益最高的海外音樂傳記電影。
截至2019年1月20日，電影成為了13個國際市場上2018年的票房冠军，當中包括日本（8,860萬美元），意大利（3,050萬美元）和荷蘭（1,930萬美元），電影最大的海外市場在東亞，而最賣座的市場是在日本，並成為了2018年日本最高票房電影。观影人数超过900万人次，同时成为日本有史以来IMAX票房最高的电影。最终票房超过130亿，取代《美女與野獸》，成为日本真人音乐电影的第一位。。
在南韓，這部電影在票房上排名第二，並在第四周佔據了冠軍位置。隨著兩星期的短暫回落後，電影在第七周重奪榜首之位，這是荷李活電影在韓國首次表現如此耀眼。作為北美以外的第二大票房市場，電影截至2019年2月1日為止，票房已累計賺得7,700萬美元的收益，成為了韓國最高票房電影的第六位，售出接近1,000萬張門票，同時也是韓國有史以來最成功的音樂電影。
截至2019年2月3日，電影在西班牙獲得$2,940萬美元的票房；俄羅斯的票房為1,640萬美元；巴西的票房為1,440萬美元，海外總票房超過6億美元。
在臺灣，《波希米亞狂想曲》於臺北市首週獲得了$307萬新臺幣的票房，位居當周第四。臺灣也由於電影在獎季所受到的矚目與豐收，於奧斯卡獎後再度重新上映，目前累積總票房為約3,300萬元臺幣。
| 上一届： 《月光光新慌慌》 | 2018年美國週末票房冠軍 第44週 | 下一届： 《鬼靈精》 |

## 評價

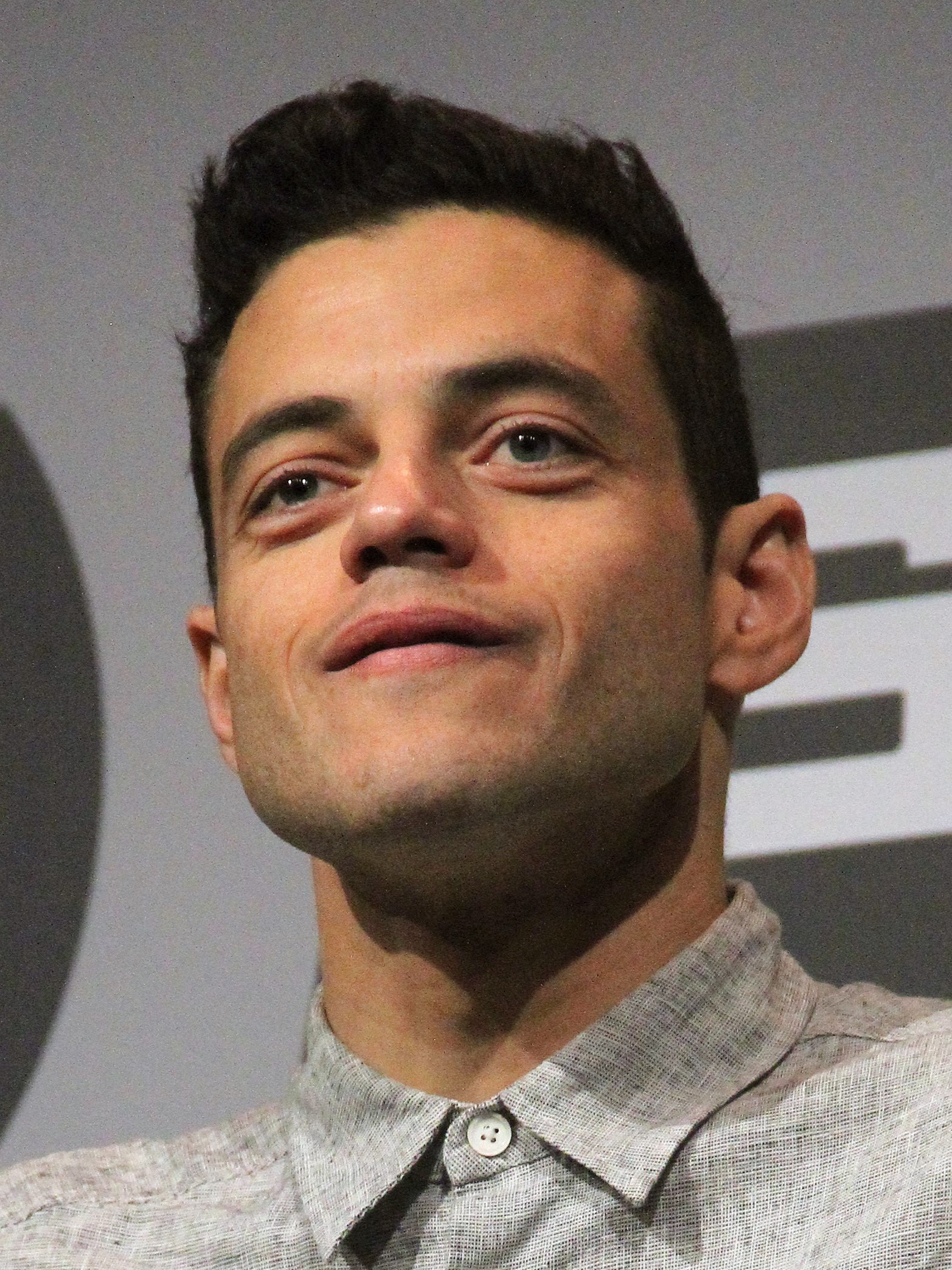
雷米·馬利克於電影中詮釋佛萊迪·墨裘瑞獲得好評。

根據匯總媒體《爛番茄》網站，電影基於374個評論，持有61%的新鮮度，平均得分為6.1／10。該網站的關鍵共識寫道：「《波希米亞狂想曲》打中了許多觀眾想看的點，但就喜愛皇后樂團的深入了解來說，它提供的不僅是真正最棒的收藏品，而是更多的混合作品。」在《Metacritic》網站，他們根據50個評論，平均得分為49/100，表示「混合或平均評論」。據CinemaScore調查，觀眾在A+至F的評級中給予平均等級為「A」。《PostTrak》網站報導電影觀眾給予電影88％的正面評價，而75％為「明確推薦」。《波希米亞狂想曲》整體評價褒貶不一，其批評性回應使它成為《金球獎》的最佳電影之中最差的其中之一（自1986年爛番茄中最低得分的《非洲之旅》的60％），還得到《奧斯卡獎》的「最佳電影」提名（自2012年的《響在耳邊近在眼前》的46％）。看來觀眾的評價比影評人好了許多。
《綜藝》的歐文·格利伯曼寫道：「雷米·馬利克在引導角色成為善於演唱的搖滾之神的過程中發揮了重要作用，但布萊恩·辛格於皇后樂團傳記的中段罕見地辜負了其主音表現的真實性。」為《愛爾蘭獨立報》工作的保羅·惠廷頓（Paul Whitington）給予此電影3/5顆星，說：「《波希米亞狂想曲》在微妙之處並不大：它採取了戲劇性的捷徑，過度整齊地把事件混為一談，並將大多數圍繞的角色縮小至單個維度以大聲地講述了佛萊迪的故事。當中有些對話也有點笨拙，但我必須說我是徹底地得到娛樂。」《倫敦標準晚報》的克雷格·麥克萊恩（Craig McLean）寫道：「《波希米亞狂想曲》是個獲得巨大成功的娛樂。後期製作特效完成了他們的工作：《拯救生命慈善演唱會》的場景是個令人信服的史詩作品。演員們也完成了他們的工作，特別是馬利克，他散發出純粹的墨裘瑞。」斯蒂芬妮·扎克哈瑞克於《時代雜誌》寫道：「在嚴格的電影製作方面來說，《波希米亞狂想曲》是有點亂，它當中有一些場景連接得很尷尬，它擊中了每一次災難的節拍，並直接地勝利，就像個鑼一般。然而，如果它有許多與“壞”電影有關的問題，它蓬亂的能量比那些好的能量更多，很大程度上是因為雷米·馬利克所飾演的墨裘瑞，所有閃光、肌肉和神經末梢都在那裡。」她形容這是「一部關於感覺主義者的電影，而非質量控制專家。」
《衛報》的首席流行評論家亞歷克西斯·佩特里德斯以「淨化了的」來形容墨裘瑞的寫照，他寫道：「《波希米亞狂想曲》是一部播放速度如此快速而真相鬆散的電影，它最終似乎隱約有點荒謬：你會開始對關於時間的小錯誤作出挑剔... 並最終你會把下巴放到地板上。」《衛報》的影評人史蒂夫·羅斯（Steve Rose）將其描述為一首「帶有讓人困擾的道德主義潛台詞之搖滾樂。」《IndieWire》的大衛·埃利希（David Ehrlich）雖然讚揚馬利克的表現，但他給予電影「D+」的評級，批評導演辛格的執導方向並稱電影為「皇室的尷尬」，他寫道：「皇后樂團的音樂可能是無法被分類的，然而他們的電影就如教科書那般陳腐。」他把此電影描述為一段「可怕和自我放縱的修正主義歷史，即使真相肯定更有趣，然而傳說總是優先於事實。」對於《旁觀者》，賈斯柏·里斯（Jasper Rees）把《波希米亞狂想曲》描述為「一連串預先消化的陳詞濫調」，他寫道：「你會被這種幾乎沒有任何事情像它呈現的那樣發生而大傷元氣的印象所克服。」他的結論是：「服裝和假髮都很華麗，歌曲還在良好的狀況。然而這個對表演者的敬意比盛宴更飢荒。」《帝國雜誌》的專欄作者奧利·理查茲（Olly Richards）指電影是「一部安全、符合要求和非誹謗性的傳記片。它以謹慎感情的態度來對待弗迪·墨裘瑞的生活，描繪了這個甚麼都做但很樂意遵守規則的人。」然而，他把馬利克描述為「壯觀」並總結道：「若劇本有許多沒用的註腳，馬利克總會是很完美的關鍵。」
《滾石雜誌》的彼得·崔維斯寫道：「為了在限制級的搖滾電影中努力製作出一部可供銷售的PG-13電影，《波希米亞狂想曲》讓你感到缺少了一些重要的東西，基本的東西不見了」，但是說到要把馬利克成為「2018年的最佳電影中表現名列前茅」，作為演員「把這個角色研究得太深入的話，我們無法相信自己並非在看真實的東西」。《Time Out》的戴夫·卡爾霍恩（Dave Calhoun）寫道：「電影吹噓著偷竊菲林，擁有著雷米·馬利克的表演，像墨裘瑞一般的撅嘴、昂首闊步和俏皮話，把眾演員轉換成為一小部分的成員......這部電影雖然引人注意及經常誘人，但也是一個厚顏無恥製造神話故事的行為。事實和確定年代都被拋開一旁，以製造一個救世主似的故事情節......很多東西都被遺下或被擺弄。」他補充說：「不要指望任何東西能夠比皇后樂團的神話更有安全光澤......它對待性愛和毒品的態度相當靦腆，並且令人不安地接近向小世界聲稱脫離。」儘管有指這部電影「不規則」，《芝加哥論壇報》的影評人凱蒂·沃爾什（Katie Walsh）說：「馬利克純粹以他的意志和才能堅持下去。」在電影的負評中，《印度斯坦時報》的蘇姆亞·斯里瓦斯塔瓦（Soumya Srivastava）仍然斷言這個角色被雷米·馬利克演譯得非常完美。《紐約郵報》的約翰尼·奧列克辛斯基（Johnny Oleksinski）表示對馬利克的表現印象不太深刻，他寫道：「這是個表面級別的表現 — 物理鍍鋅，但沒有實質內容。」
電影因描繪墨裘瑞的同性戀關係而受到批評。替博客網站《Vox》寫東西的阿楂·羅馬諾（Aja Romano）寫道：「《波希米亞狂想曲》是一部有意識地試圖將同性戀者置於其中心位置的電影，它盡量跟『同性戀』的部分戰略性地脫離，簡短地談談他的情感和性經歷，以及跟其前女友糾纏於柏拉圖式關係。」同樣地，奧利·理查茲（Olly Richards）寫道：「在決定聚焦的地方時，這裡在些不好和奇怪的選擇，尤其於承認他跟瑪莉·奧斯汀的關係用上太多的時間，實際上並沒有任何快樂的同性戀關係，浪漫事或其他。」歐文·格萊柏文（Owen Gleiberman）寫電影「對待佛萊迪·墨裘瑞的個人生活 — 他的性向浪漫身份、他的孤獨、他在同性戀皮革俱樂部（gay leather clubs）的魯莽的冒險、帶著小孩手套的緘默，因此，即使電影沒有說出重大的謊言，你也不會覺得自己完全觸及真實的故事。」
對於電影的批評性評論，布萊恩·梅回應說：「批評者所提出的錯誤是看著預告片而非電影。他們都一下子跳到結論。當人們一旦提出他們的看法，就很難收回。」

## 榮譽
對於導演布萊恩·辛格再次發生性虐待指控後，同性戀者反詆毀聯盟撤回了《波希米亞狂想曲》於《GLAAD媒體獎》的「傑出電影 - 廣泛發布類別」的獎項。在2019年2月6日，英國電影和電視藝術學院把導演辛格的名字從《波希米亞狂想曲》於「BAFTA最佳英國電影獎」的提名上移除。
| 日期           | 頒獎禮／參考                 | 獎項                                                        | 得獎者 及 提名 | 結果 |
| -------------- | ---------------------------- | ----------------------------------------------------------- | --- | ---- |
| 2019年1月4日   | 澳大利亞電影和電視藝術學院獎 | 最佳電影                                                    | 波希米亞狂想曲 | 提名 |
| 2019年1月4日   | 澳大利亞電影和電視藝術學院獎 | 最佳男演員                                                  | 雷米·馬利克 | 獲獎 |
| 2019年1月4日   | 澳大利亞電影和電視藝術學院獎 | 最佳編劇                                                    | 安東尼·麥卡滕 | 提名 |
| 2019年2月4日   | 美國退休人員協會獎           | 最佳劇組                                                    | 波希米亞狂想曲 | 獲獎 |
| 2019年2月4日   | 美國退休人員協會獎           | 最佳時間膠囊                                                | 波希米亞狂想曲 | 提名 |
| 2019年2月24日  | 奧斯卡金像獎                 | 最佳電影                                                    | 格雷厄姆·金 | 提名 |
| 2019年2月24日  | 奧斯卡金像獎                 | 最佳男主角                                                  | 雷米·馬利克 | 獲獎 |
| 2019年2月24日  | 奧斯卡金像獎                 | 最佳音效剪接                                                | 約翰·禾赫斯特（John Warhurst）及 妮娜·哈特斯通（Nina Hartstone） | 獲獎 |
| 2019年2月24日  | 奧斯卡金像獎                 | 最佳音響效果                                                | 保羅·梅西、添·卡瓦金（Tim Cavagin）及 約翰·卡薩利（John Casali） | 獲獎 |
| 2019年2月24日  | 奧斯卡金像獎                 | 最佳影片剪接                                                | 約翰·奧特曼 | 獲獎 |
| 2019年2月1日   | 美國電影編輯協會艾迪獎       | 最佳編輯故事片-戲劇類                                       | 約翰·奧特曼 | 獲獎 |
| 2019年1月10日  | 女性電影記者聯盟             | 最佳男主角                                                  | 雷米·馬利克 | 提名 |
| 2019年2月2日   | ADG卓越生產設計獎            | 卓越電影製作設計                                            | 艾倫·海耶（Aaron Haye） | 提名 |
| 2019年1月7日   | 奧斯汀影評人協會             | 最佳男主角                                                  | 雷米·馬利克 | 提名 |
| 2019年2月10日  | 英國電影學院獎               |                                                             | |      |
| 2019年2月10日  | 英國電影學院獎               | 最佳英國電影                                                | 波希米亞狂想曲 | 提名 |
| 2019年2月10日  | 英國電影學院獎               | 最佳男主角                                                  | 雷米·馬利克 | 獲獎 |
| 2019年2月10日  | 英國電影學院獎               | 最佳攝影                                                    | 紐頓·托馬斯·西格爾 | 提名 |
| 2019年2月10日  | 英國電影學院獎               | 最佳音效                                                    | 約翰·卡薩利（John Casali） 添·卡弗金（Tim Cavagin） 妮娜·哈特斯通（Nina Hartstone） 保羅·梅西（Paul Massey）及 約翰·沃赫斯特（John Warhurst）                                                                                                | 獲獎 |
| 2019年2月10日  | 英國電影學院獎               | 最佳服裝設計                                                | 朱利安·地（Julian Day） | 提名 |
| 2019年2月10日  | 英國電影學院獎               | 最佳化妝及髮型                                              | 馬克·庫爾（Mark Coulier） 簡·塞維爾（Jan Sewell） | 提名 |
| 2019年2月10日  | 英國電影學院獎               | 最佳剪接                                                    | 約翰·奧特曼 | 提名 |
| 2018年12月7日  | 芝加哥影評人協會獎           | 最佳男主角                                                  | 雷米·馬利克 | 提名 |
| 2019年2月16日  | 電影音頻協會獎               | 傑出專題電影混音                                            | 波希米亞狂想曲 | 獲獎 |
| 2019年2月19日  | 服裝設計師協會獎             | 卓越時代電影                                                | 朱利安·地（Julian Day） | 待定 |
| 2019年1月13日  | 評論家選擇電影獎             | 最佳男主角                                                  | 雷米·馬利克 | 提名 |
| 2019年1月13日  | 評論家選擇電影獎             | 最佳服裝設計                                                | 朱利安·地（Julian Day） | 提名 |
| 2019年1月13日  | 評論家選擇電影獎             | 最佳化妝及髮型                                              | 波希米亞狂想曲 | 提名 |
| 2018年12月17日 | 達拉斯—沃斯堡影評人協會獎    | 最佳男主角                                                  | 雷米·馬利克 | 2nd  |
| 2018年12月3日  | 底特律影評人協會獎           | 最佳男主角                                                  | 雷米·馬利克 | 提名 |
| 2018年12月3日  | 底特律影評人協會獎           | 最佳音樂使用                                                | 波希米亞狂想曲 | 提名 |
| 2019年1月17日  | 喬治亞影評人協會獎           | 最佳男主角                                                  | 雷米·馬利克 | 提名 |
| 2019年1月6日   | 金球獎                       | 最佳戲劇類電影                                              | 波希米亞狂想曲 | 獲獎 |
| 2019年1月6日   | 金球獎                       | 最佳戲劇類電影男主角                                        | 雷米·馬利克 | 獲獎 |
| 2019年2月13日  | 音樂監督協會獎               | 音樂監督協會最佳音樂監督獎 之 超過2,500萬美元的製作預算電影 | 佩琦·本瑟姆（Becky Bentham） | 待定 |
| 2019年1月3日   | 休斯頓影評人協會獎           | 最佳男主角                                                  | 雷米·馬利克 | 提名 |
| 2019年2月22日  | 國際電影攝影師協會獎         | 年度麥克斯·韋溫伯格電影宣傳表演 — 電影                      | 波希米亞狂想曲 | 待定 |
| 2019年1月9日   | 洛杉磯在線影評人協會獎       | 最佳男主角                                                  | 雷米·馬利克 | 獲獎 |
| 2019年1月9日   | 洛杉磯在線影評人協會獎       | 最佳喜劇／音樂劇                                            | 波希米亞狂想曲 | 提名 |
| 2019年2月16日  | 化妝師和髮型師協會獎         | 故事片長度 – 最佳時期及/或角色化妝                          | 簡·塞維爾（Jan Sewell）、 馬克·庫爾（Mark Coulier） | 提名 |
| 2019年2月16日  | 化妝師和髮型師協會獎         | 故事片長度 – 最佳時期及/或角色髮型                          | 簡·塞維爾（Jan Sewell）、 胡里奧·帕羅迪（Julio Parodi） | 提名 |
| 2019年2月17日  | 電影音效編輯獎               | 故事片 - 音樂劇                                             | 波希米亞狂想曲 | 待定 |
| 2019年2月17日  | 電影音效編輯獎               | 故事片 - 對話／ADR                                          | 波希米亞狂想曲 | 待定 |
| 2019年1月3日   | 棕櫚泉國際影展               | 突破性表現獎                                                | 雷米·馬利克 | 獲獎 |
| 2019年1月19日  | 美國製片人協會獎             | 最佳戲劇電影                                                | 葛拉漢·金 | 提名 |
| 2018年12月10日 | 聖地牙哥影評人協會獎         | 最佳突破藝人                                                | 雷米·馬利克 | 提名 |
| 2018年12月10日 | 聖地牙哥影評人協會獎         | 最佳電影音樂運用                                            | 波希米亞狂想曲 | 提名 |
| 2018年12月9日  | 三藩市影評人協會獎           | 最佳男演員                                                  | 雷米·馬利克 | 提名 |
| 2019年2月1日   | 聖巴巴拉國際電影節           | 年度傑出表現獎                                              | 雷米·馬利克 | 獲獎 |
| 2019年2月17日  | 衛星獎                       | 最佳男主角                                                  | 雷米·馬利克 | 獲獎 |
| 2019年1月27日  | 美國演員工會獎               | 最佳男主角                                                  | 雷米·馬利克 | 獲獎 |
| 2019年1月27日  | 美國演員工會獎               | 電影中傑出表現                                              | 露西·波頓（Lucy Boynton） 埃丹·吉倫（Aidan Gillen） 賓·赫迪（Ben Hardy） 湯姆·荷蘭德（Tom Hollander） 格威利姆·李（Gwilym Lee） 艾倫·里奇（Allen Leech） 雷米·馬利克（Rami Malek） 約瑟夫·馬傑羅（Joe Mazzello）及 米高·邁亞斯（Mike Myers） | 提名 |
| 2018年12月17日 | 西雅圖影評人協會獎           | 最佳男主角                                                  | 雷米·馬利克 | 提名 |
| 2018年12月16日 | 聖路易斯影評人協會獎         | 最佳電影原聲專輯                                            | 波希米亞狂想曲電影原聲碟 | 獲獎 |
| 2018年12月16日 | 聖路易斯影評人協會獎         | 最佳男主角                                                  | 雷米·馬利克 | 提名 |
| 2018年12月16日 | 聖路易斯影評人協會獎         | 特別優異獎 （最佳場景、電影技術或其他令人難忘的方面或時刻） | 《拯救生命慈善演唱會》 | 提名 |
| 2019年2月5日   | 視覺效果學會                 | 傑出劇情電影的視覺效果支援                                  | 保羅·諾里斯（Paul Norris） 添·菲爾德（Tim Field） 美·梁（May Leung）及 安德魯·西蒙茲（Andrew Simmonds） | 提名 |
| 2018年12月3日  | 華盛頓特區影評人協會         | 最佳男主角                                                  | 雷米·馬利克 | 提名 |

## 外部連結
- 官方网站
- 波希米亞狂想曲的Facebook專頁
- 波希米亞狂想曲的X（前Twitter）
- 互联网电影数据库（IMDb）上《波希米亞狂想曲》的资料（英文）
- Box Office Mojo上《波希米亞狂想曲》的資料（英文）
- Metacritic上《波希米亞狂想曲》的資料（英文）
- 爛番茄上《波希米亞狂想曲》的資料（英文）
- AllMovie上《波希米亞狂想曲》的资料（英文）
- 開眼電影網上《波希米亞狂想曲》的資料（繁體中文）
- 豆瓣电影上《波希米亞狂想曲》的資料 （简体中文）
- 时光网上《波希米亞狂想曲》的資料（简体中文）